# Saint-Amand Handball
El Saint-Amand Handball es un club francés de balonmano con sede en Saint-Amand-les-Eaux. La sección femenina del club compite por quinta vez en su historia en la 1.ª del Campeonato de Francia durante la temporada 2024-2025.

## Historia

### 1984-2000: Fundación e inactividad
El Handball Club Saint-Amand-les-Eaux (HBCSA) fue fundado en 1984. Sin embargo, en 1989 cesó su actividad, permaneciendo inactivo durante once años, hasta su reactivación en el año 2000.

### 2000-2015: Renacimiento, fusión y ascenso hacia la élite
En el año 2000, el club reabre sus puertas bajo la presidencia de Pierre-Henri Soyez.
En 2001, el Ayuntamiento de Saint-Amand-les-Eaux firma un convenio para priorizar tres deportes colectivos en la ciudad: baloncesto, fútbol y balonmano. A partir de entonces, el HBCSA se enfoca en el balonmano femenino, estableciendo dos entidades diferenciadas: la asociación de base (sección amateur) y el club de alto nivel (sección profesional).
El primer equipo femenino asciende a 3.ª Nacional en 2005, a 2.ª Nacional en 2007 y a 1.ª Nacional en 2010.
En la temporada 2013-2014, alcanza los octavos de final de la Copa de Francia y ese mismo verano estuvo a punto de desaparecer debido a diferencias irreconciliables entre la asociación que controla la base y la que controla el primer equipo. La primera quería desarrollar un equipo masculino de élite que compitiera con sus vecinos de Wallers-Valenciennes. Ante esta situación, el Ayuntamiento encargó una auditoría y decidió seguir apoyando el proyecto femenino. Sophie Palisse, exvicepresidenta del alto nivel y miembro del consejo de administración de la asociación, fue nombrada presidenta de una nueva entidad surgida de la fusión de las dos anteriores.
Gracias a esta reestructuración, el equipo finalizó en primera posición en el Grupo 2 en la temporada 2014-2015, logrando así por primera vez en su historia el ascenso a División 2, cumpliendo su objetivo de consolidar el alto nivel femenino.

### Desde 2015: Camino hacia la élite
La primera temporada del HBCSA-PH en segunda división fue complicada, terminando en undécima posición con cinco victorias. Aunque por clasificación debía descender deportivamente, fue repescado tras la desaparición del Union Bègles Bordeaux-Mios Biganos y del HBC Nîmes en la LFH.
La temporada 2016/17 el club igualó su mejor recorrido en la Copa de Francia, cayendo ante el Brest (LFH) por 37 a 16 en octavos de final. En liga, el equipo siguió progresando y terminó cuarto en su segunda campaña en la antesala de la LFH.
La campaña 2017/18 marcó un cambio de estatus para el club amandino: obtuvo el estatus VAP (siglas del estatus francés Voie d'Accession au Professionnalisme, o Vía de Acceso al Profesionalismo), lo que lo convirtió en candidato al ascenso. El campeonato de segunda división fue tan reñido como el anterior, consiguiendo ascener a la LFH con una victoria en el derbi ante el Sambre Avesnois Handball (23-28).
Su primera temporada en la LFH resultó extremadamente complicada para las amandinoises, con solo dos victorias y un empate en 22 partidos. No ganaron ningún encuentro en el play down y descendieron de la Ligue Butagaz Énergie. En la Copa de Francia, el club alcanzó los cuartos de final, eliminando a Octeville-sur-Mer (19-31) y Bourg-de-Péage (31-27), antes de caer ante el Metz Handball (32-17), eventual campeón del torneo.
Para la temporada 2019/20, tras terminar la fase regular de la División 2 en primera posición del grupo 1 (11 victorias, 2 empates y 1 derrota), las jugadoras de la ciudad termal iniciaron los play-offs en segunda posición, igualadas a puntos con Plan-de-Cuques pero por detrás en el promedio de goles. Tras dos jornadas con sendas victorias, el campeonato fue suspendido debido a la pandemia de COVID-19. El 17 de abril, la Liga Femenina de Balonmano decidió cancelar la competición. Gracias a su primera posición en el grupo 1 durante la primera fase, el club ascendió a la Ligue Butagaz Énergie junto con Plan-de-Cuques (líder del grupo 2) por segunda vez en su historia.

### Nuevo escudo y nuevo nombre
En 2020, con el ascenso a la LFH, el club aprovechó para cambiar de nombre y de escudo, convirtiéndose en el Saint-Amand Handball Porte du Hainaut. Tras un buen inicio de temporada, con 3 victorias, 1 empate y 5 derrotas, el equipo —conocido como “las lobas”— se situaba en cuarta posición con 16 puntos, a la espera de que se disputaran los partidos aplazados. Una vez completados, el club del norte de Francia finalizó décimo y disputó los play-downs en la segunda parte del campeonato.

## Temporada a temporada
| Temporada | División | División     | Posición | Posición   | Playoffs                      | Copa de Francia             | Entrenador                      |
| --------- | -------- | ------------ | -------- | ---------- | ----------------------------- | --------------------------- | ------------------------------- |
| 2004-2005 | V        | 3.ª nacional | 4.º (P3) | 13 - 1 - 8 | -                             | ?                           | Sophie Palisse et Pierre Mattei |
| 2005-2005 | V        | 3.ª nacional | 2.º (P3) | 18 - 0 - 4 | 0 - 0 - 2                     | ?                           | Sophie Palisse - Didier Pol     |
| 2006-2007 | V        | 3.ª nacional | 1.º (P3) | 14 - 3 - 5 | 1 - 0 - 1                     | ?                           | Didier Pol - Nicolas Keita      |
| 2007-2008 | IV       | 2.ª nacional | 8.º (P2) | 8 - 0 - 14 | -                             | -                           | Pierre Mattei                   |
| 2008-2009 | IV       | 2.ª nacional | 6.º (P2) | 8 - 1 - 9  | -                             | Primera fase                | Pierre Mattei                   |
| 2009-2010 | IV       | 2.ª nacional | 2.º (P2) | 18 - 0 - 4 | -                             | Segunda fase                | Pierre Mattei - Hervé Rifflart  |
| 2010-2011 | III      | 1.ª nacional | 2.º (P1) | 16 - 2 - 4 | -                             | 1/32 de final               | Hervé Rifflart                  |
| 2011-2012 | III      | 1.ª nacional | 6.º (P1) | 9 - 4 - 9  | -                             | 1/32 de final               | Hervé Rifflart                  |
| 2012-2013 | III      | 1.ª nacional | 3.º (P1) | 15 - 2 - 5 | -                             | 1/16 de final               | Hervé Rifflart                  |
| 2013-2014 | III      | 1.ª nacional | 3.º (P2) | 14 - 2 - 6 | -                             | 1/8 de final                | Stéphane Pellan                 |
| 2014-2015 | III      | 1.ª nacional | 1.º (P2) | 20 - 0 - 2 | -                             | 1/32 de final               | Stéphane Pellan                 |
| 2015-2016 | II       | 2.ª división | 1.º      | 5 - 0 - 17 | -                             | 1/32 de final               | Stéphane Pellan                 |
| 2016-2017 | II       | 2.ª división | 4.º      | 9 - 2 - 9  | -                             | 1/8 de final                | Stéphane Pellan                 |
| 2017-2018 | II       | 2.ª división | 3.º      | 14 - 3 - 5 | -                             | 1/4 de final                | Florence Sauval                 |
| 2018-2019 | I        | LFH          | 12.º     | 2 - 1 - 19 | Playdowns : 4.º (0 - 0 - 6)   | 1/4 de final                | Florence Sauval                 |
| 2019-2020 | II       | 2.ª división | 1re (P1) | 11 - 2 - 1 | Playoffs : 2.º (2 - 0 - 0)    | 1/16 de final               | Florence Sauval                 |
| 2020-2021 | I        | LBE          | 12.º     | 3 - 1 - 9  | Playdowns : 14.º (3 - 2 - 10) | Eliminada en fase de grupos | Florence Sauval                 |
| 2021-2022 | II       | 2.ª división | 1.º      | 22 - 1 - 3 | -                             | Tercera fase                | Félix Garcia Carracedo          |
| 2022-2023 | I        | LBE          | 11.º     | 4 - 2 - 18 | -                             | Segunda fase                | Félix Garcia Carracedo          |
| 2023-2024 | I        | LBE          | 12.º     | 6 - 0 - 20 | -                             | 1/8 de final                | Edina Szabó                     |
| 2024-2025 | I        | LBE          | ?e       | ? - ?      | -                             | 1/4 de final                | Edina Szabó                     |

## Palmarés
- 1 x Campeón de 2.ª División francesa (2022)

## Plantilla
Plantilla para la temporada 2024/25
| - 5. Masseita Guirassy - 7. Mélanie Jobard - 9. Donna Bakker - 70. Julie Le Blevec - 26. Stelvia Pascoal - 3. Jovana Ilic - 4. Nikoline Lundgreen - 46. Paola Ebanga Baboga - 3. Julia Rodrigues | - 20. Maëlle Faynel - 13. Emma Puleri - 11. Ema Hrvatin - 27. Louison Boisorieux - 1. Roxanne Frank - 16. Ophelie Tondos |

## Presidentes
- 1984 - 1989: Dominique Bocahut
- 1989 - 2000: Club Inactivo
- 2000 - 2011: Pierre-Henri Soyez
- 2011 - 2013: François Lukaszewski
- 2013 - 2014: Samuel Béghin
- 2014 - : Sophie Palisse

## Cancha
El club entrena en el complejo Jean Verdavaine de Saint-Amand-les-Eaux y disputa sus partidos en el pabellón Maurice Hugot, también en Saint-Amand-les-Eaux, con una capacidad para 1114 espectadores.